# The Other Girl (film, 1912)
The Other Girl est un film muet américain réalisé par Thomas H. Ince et sorti en 1912.

## Fiche technique
- Réalisation : Thomas H. Ince
- Date de sortie : 
  -  États-Unis : 16 août 1912

## Distribution
- Harold Lockwood
- Helen Case
- Shorty Hamilton